# Jacques Amyot
Jacques Amyot   (casa natal de Jacques Amyot, 30 d'octubre de 1513 - Auxerre, 6 de febrer de 1593) fou un escriptor i traductor renaixentista francès.

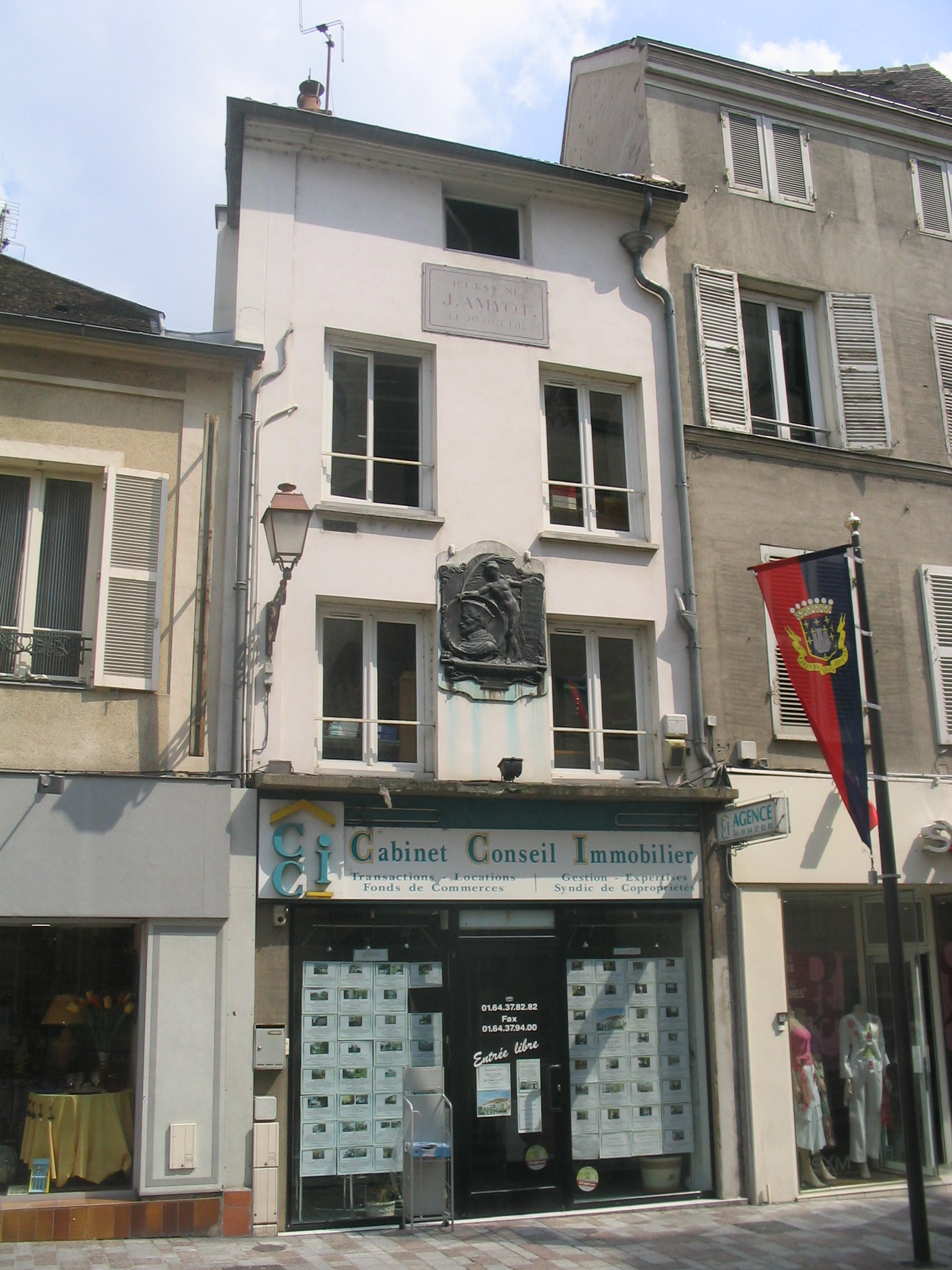
Casa natal de Jacques Amyot, carrer de Saint Aspais, Melun.

Va néixer, fill de pares pobres, a Melun. Va fer els seus estudis a París, sense més socors que un pa que la seva mare li enviava cada setmana des del poble.Sense llum per il·luminar-se, Amyot estudiava moltes vegades a la llum de la lluna o prop d'alguna espelma que penjava en els atris de les esglésies. La seva constància i el seu talent, no obstant això, van vèncer totes les dificultats. Amyot, en acabar els seus estudis, va ser nomenat catedràtic; després va ser preceptor dels fills d'Enric II de França i bisbe d'Auxerre.
La seva traducció al francès de les Vides dels nobles grecs i romans, de Plutarc va servir de base per a la traducció a l'anglès feta per Thomas North.